# 博若·武莱蒂奇
博若·武莱蒂奇（1958年7月1日—），克罗地亚前男子水球运动员。他曾代表南斯拉夫国家队参加1984年夏季奥林匹克运动会水球比赛，获得一枚金牌。